# Michael Brücken
Die Michael Brücken Kaufpark GmbH & Co. OHG ist ein 1926 gegründetes deutsches Lebensmitteleinzelhandelsunternehmen mit Sitz seit 2025 in Dortmund-Asseln, das seit 1978 zur Rewe Dortmund gehört. Bis 2025 war der Sitz in Hagen-Vorhalle.

Früheres Logo (bis 2015)

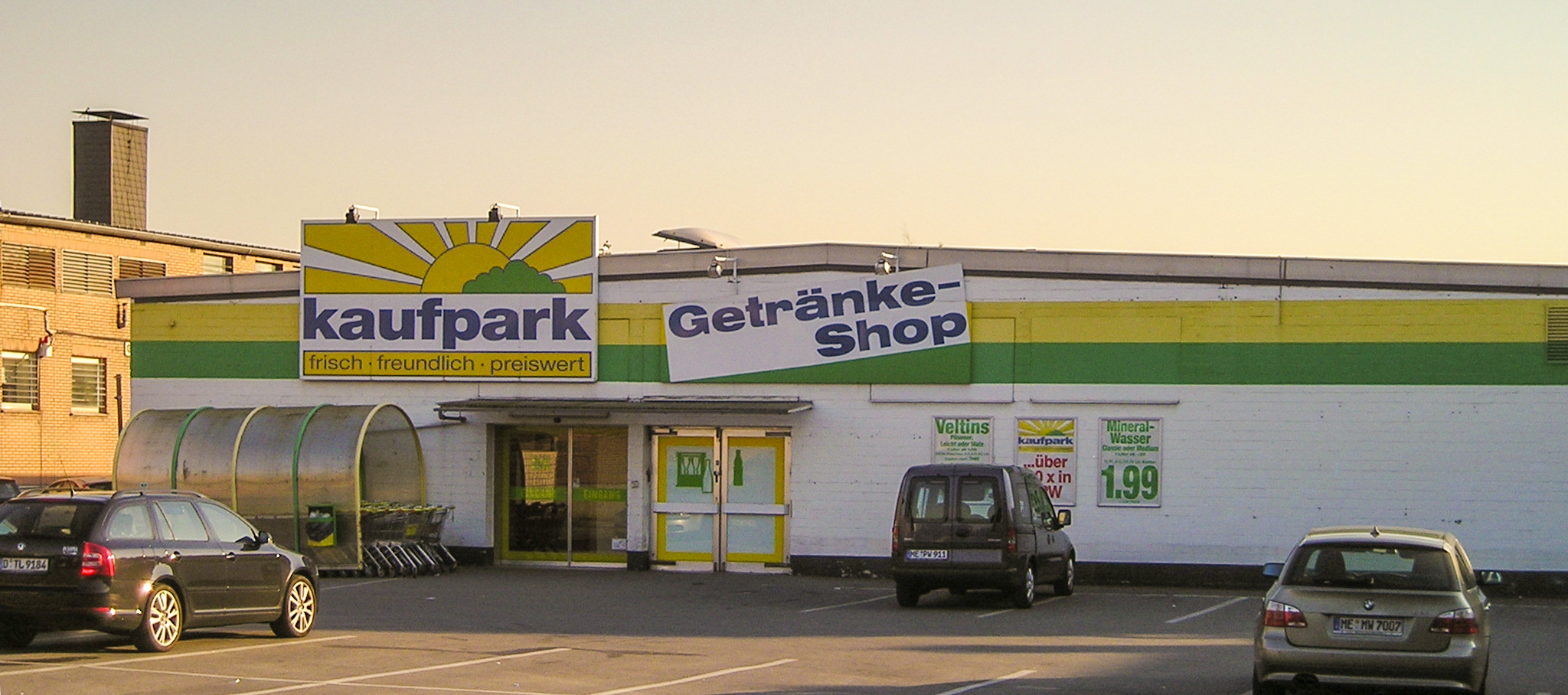
kaufpark-Supermarkt in Monheim-Baumberg (2007), im September 2022 geschlossen und abgerissen.

Die Unternehmensgruppe betreibt in Nordrhein-Westfalen, insbesondere in den Regionen Bergisches Land, Ruhrgebiet, Sauerland und Münsterland 103 Supermärkte unter den Bezeichnung Rewe Ihr kaufpark bzw. zwei davon unter Rewe Center. Früher traten die Märkte unter „Michael Brücken“ und „kaufpark“ auf.
Der vormals eigene Markenauftritt unter dem Corporate Design von Kaufpark verschwand im Sommer 2015 zugunsten des einheitlichen Rewe-Designs. Die bisherigen Kaufpark-Filialen verblieben jedoch in der Michael Brücken Kaufpark GmbH & Co. OHG und treten seit dem 31. August 2015 unter dem Namen Rewe Ihr kaufpark auf.
Im Juni 2019 wurde die eigenständige Website aufgegeben. Stattdessen verweist die bis zu diesem Zeitpunkt verwendete Domain rewe-ihr-kaufpark.de seither auf die Website der Rewe Dortmund. Im Jahr 2020 wurde das operative Supermarktgeschäft der Michael Brücken GmbH endgültig auf die Rewe Dortmund übertragen. Anfang 2025 folgte der komplette Umzug des Personals des bisher eigenständigen Firmensitzes in Hagen-Vorhalle in die Rewe-Dortmund-Zentrale in Dortmund-Asseln.

## Fußnote
1. ↑  
Das damalige Unternehmen war 1926 unter der Bezeichnung als Kolonialwaren-Einkaufsgenossenschaft „Krone“ bekannt.

Koordinaten: 51° 23′ 14,6″ N, 7° 26′ 27,3″ O